# Кухианидзе, Серго
Серго Кухианидзе (груз. სერგო კუხიანიძე; 23 апреля 1999, Кутаиси, Грузия) — грузинский футболист, нападающий.

## Карьера
Начинал свою карьеру в родном кутаисском «Торпедо», вместе с которым нападающий стал чемпионом страны. Однако в победном для команды сезоне Кухианидзе провел всего одну игру. Затем несколько лет выступал «Самгурали». В 2021 году забил за клуб 11 голов: благодаря этому результату Кухианидзе претендовал на звание лучшего нападающего Эровнули Лиги. В 2023 году подписал контракт с «Дилой», вместе с которой принимал участие в квалификации Лиги конференции УЕФА.
В феврале 2024 года нападающий перешел в эстонский клуб Премиум-Лиги «Нарва-Транс». Ранее в нем оказались другие грузинские футболисты Важа Немсадзе, Шалва Бурджанадзе и Закария Бегларишвили. По итогам сезона покинул команду.

### В сборной
Выступал за молодежную сборную страны. В 2021 году наставник грузинской сборной Вилли Саньоль вызвал Кухианидзе в национальную команду на товарищеские матчи с Румынией и Нидерландами. 6 июня нападающий дебютировал за сборную в матче с Нидерландами (0:3): на 88-й минуте он заменил в нем Отара Китеишвили.

## Достижения
- Чемпион Грузии (1): 2017.
- Финалист Суперкубка Эстонии (1): 2024